# Гушопр
Гушопр (фр. Gouchaupre) насеље је и општина у северној Француској у региону Горња Нормандија, у департману Приморска Сена која припада префектури Дјеп.
По подацима из 2011. године у општини је живело 178 становника, а густина насељености је износила 41,01 становника/km². Општина се простире на површини од 4,34 km². Налази се на средњој надморској висини од 149 метара (максималној 154 m, а минималној 126 m).

## Демографија
| 1962. | 1968. | 1975. | 1982. | 1990. | 1999. | 2011. |
| ----- | ----- | ----- | ----- | ----- | ----- | ----- |
| 105   | 122   | 129   | 150   | 157   | 152   | 178   |

График промене броја становника у току последњих година